# Manifestaciones culturales de San Fernando de Apure
San Fernando de Apure es una ciudad de los Llanos venezolanos, capital del Estado Apure. Mantiene una actividad cultural intensa anualmente, con manifestaciones que identifican a toda Venezuela y particularmente al gentilicio de su región. En su mayoría, la cultura popular sanfernandina tiene carácter reliogioso basado en el catolicismo.

## Manifestaciónes del estado apure
Fiestas patronales de Elorza

## El joropo

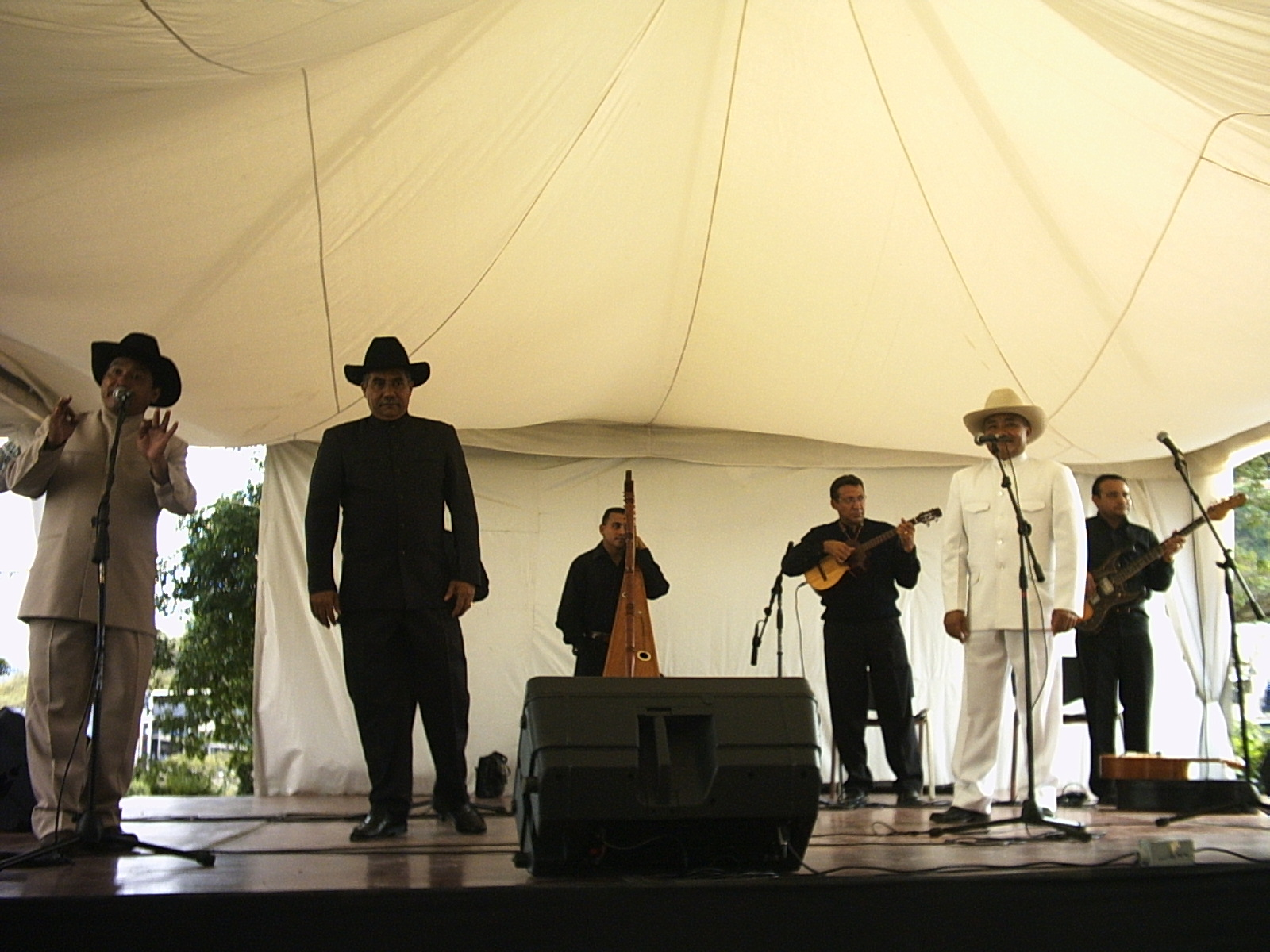
Interpretación de Joropo.

El joropo es un ritmo musical proveniente del vals venezolano, y acompañado de danzas, influenciada por la música africana y europea, el Joropo es tocado con: arpa llanera, bandola, cuatro, y maracas. Originalmente, esta música es tocada principalmente por llaneros, y estos le llaman a este, música llanera. El cantante y el arpa o bandola pueden hacer una melodía, pero, cuando tiene acompañamiento de un cuatro, añade un carácter rítmico de efecto agudo y percusivo. El cuatro y la bandola son instrumentos de cuerda descendientes de la guitarra española. Los únicos instrumentos de percusión usados en este ritmo son las maracas. Al lado del género y la danza, el nombre joropo también significa la acción, el evento u ocasión por la cual se toca esta música.

## Burriquitas de Apure
El baile de la burriquita es una diversión popular del oriente de Venezuela. Esencialmente consiste en la interpretación de un jinete cabalgando una burra sin control al compás de la música de la canción La burra de la agrupación musical "Un solo pueblo". Para ello se sirve de un disfraz que le permite representar tanto a la burra como al jinete.
Dado su carácter festivo, la diversión se ha extendido a todas las regiones de Venezuela. En San Fernando se realiza en comparsa, presentándose en diversos eventos culturales, y en especial destaca el festival de burriquitas que se celebra en el marco de las Calendas de San Fernando.
Se baila al ritmo
de la canción La burra de la
agrupación musical Un Solo
Pueblo.
```
Está comprobado de que las Burriquitas de Apure es la única comparsa de burras del país llamándose “Comparsa Burriquitas de Apure”
```

## Manifestaciones religiosas

### Calendas de San Fernando
Las Calendas de San Fernando es un baile popular de tendencia tradicional de la ciudad desde 1997, cuando cada 30 de mayo en oportunidad del día de San Fernando Rey, grandes muñecas (Calendas), bailan por las calles en el día de su santo patrón, Fernando III El Santo, haciéndole un tributo a él y a Dios. Esta manifestación fue creada por el cultor Arriz Domínguez, Sanfernandino, en 1997. Esta manifestación es mantenida y desarrollado enteramente por la Fundación Calendas de San Fernando, una organización cultural no gubernamental sin fines de lucro creada para mantener principalmente a esta manifestación popular.

### Coromoteños de Apure
Los Coromoteños de Apure es un baile popular de la ciudad desde 1999, que se realiza el 11 de septiembre en oportunidad del día de Nuestra Señora de Coromoto, Patrona de Venezuela. Esta manifestación fue creada por el cultor Arriz Domínguez a petición del párroco de la Santa Iglesia de la Coromoto para ser realizada anualmente en la parroquia eclesíastica que le corresponde ubicada en la Urbanización Serafín Cedeño, entre la Av. Caracas y la Av. Fuerzas Armadas, en la ciudad. El nombre "Coromoteño" proviene de la unión de los lemas "Coromotano" y "Apureño". Esta manifestación es mantenida y desarrollado enteramente por la Fundación Calendas de San Fernando, organización cultural que crea, mantiene, desarrolla y rescata manifestaciones folklóricas de la ciudad.
```
  También se puede decir que esta manifestación está perdida por la falta de elementos esenciales de la manifestación
```

### Paleros de San Martín
Paleros de San Martín es un baile popular de tendencia tradicional de la ciudad desde 2005, cada 3 de noviembre en oportunidad del día del santo peruano San Martín de Porres, patrono de la Parroquia El Recreo al este de la ciudad. Esta manifestación fue creada por la cultora Moraima Aguilar y es mantenida enteramente por la Fundación Cultural Paleros de San Martín. El baile de los paleros se realiza frente a la Santa Iglesia San Martín de Porres, en la Urbanización El Recreo, parroquia homónima.

### Diablos de El Recreo
Diablos de El Recreo es un baile popular de tendencia tradicional de reciente data, realizado el día de Corpus Christi en la Parroquia El Recreo al este de la ciudad.
```
  Del mismo modo, esta manifestación fue creada por la cultora Moraima Aguilar
```

### Locos de San Fernando
Locos de San Fernando es una manifestación popular ancestral de la ciudad sin datación ni creador comprobados. Estos "locos" son hombres y mujeres disfrazados grotescamente de mamarrachos o indigentes, con la cara cubierta con una máscara de cartón. Suelen los hombres vestirse de mujer y las mujeres de hombre. Ellos forman grupos que salen en comparsas a recorrer calles y avenidas de la ciudad, acompañados de un cuatro y otros instrumentos de percusión originales o improvisados. En el grupo de locos siempre hay algún cantante o alguien que simule serlo, sin importar su vocalización. La tradición dicta que los locos se acercan a las casas y negocios para cantar y asustar a los niños y a cambio esperan recibir algún obsequio, bien sea dinero, alimentos, bebidas o cualquier otro objeto que para el grupo represente valor.
Los Locos de San Fernando se manifiestan cada 28 de diciembre, en oportunidad del Día de los Santos Inocentes que recuerda el infanticidio ordenado por el Rey Herodes, según narra la Santa Biblia.
Esta manifestación desapareció de la ciudad durante muchos años. A raíz de la creación de Calendas de San Fernando, la Fundación Calendas de San Fernando inició actividades de rescate de ella en 1999, haciendo un recorrido por la Av. Primero de Mayo, Av. Carabobo, Paseo Libertador y calles del centro de la ciudad. Posteriormente, se han evidenciado nuevas comparsas de locos independientes de la referida fundación que salen desde diversos puntos de la ciudad, lo que muestra un vivo renacimiento de la tradición.

## Manifestaciones perdidas

### El Paloteo
El paloteo es un baile popular que fue muy conocido en antaño en la ciudad. Es un baile patrimonial protegido por un grupo familiar que por su no ejecución ha perdido el carácter tradicional, sin embargo figura dentro de los registros históricos de San Fernando. En diversas oportunidades se ha intentado rescatar este baile que identificó a la ciudad por mucho tiempo, sin embargo, por el propio celo y resguardo que la familia tiene de él no ha sido posible su nueva ejecución. El paloteo representaba una batalla dónde los indios protegían sus tierras de los colonizadores españoles.